# Anna Ogino
Anna Ogino (荻野 アンナ Ogino Anna?,  nacida el 17 de noviembre de 1956), es una escritora japonesa y profesora de literatura en la Keio University.

## Biografía
Ogino nació como Anna Gaillard en Naka-ku, Yokohama, Kanagawa Prefecture, de madre japonesa y padre de antepasados europeos y estadounidenses. Se nacionalizó durante la escuela primaria, y recibió su graduado y su master en Literatura Francesa en la Keio University, así como recibió una beca para estudiar a François Rabelais en la Paris-Sorbonne University. En 2002 se convirtió profesora en Keio.

## Carrera
Ogino empezó a escribir en 1983 como autoras de texto para tiras cómicas sobre sirenas. Una obra notablea, Watakushi no aidokusho (Mi affair de amor-odio con los libros) es una novela crítica que compara los eminentes autores hombres japoneses a diferentes tipos de comida. Ella recibió en 1991 el Premio Akutagawa por Seoi mizu (Carga de Agua) y en 2001 el Yomiuri Prize por Horafuki-Anri no bōken.